# Кнапп, Георг Христиан
Георг Христиан Кнапп (нем. Georg Christian Knapp; 1753—1825) — протестантский богослов.
Представитель библейского супранатурализма, был в Галле профессором богословия и директором учреждений Франка.
Опубликовал: «Scripta varii argumenti maximam partem exegetici atque historici» (2 изд., Галле, 1824). Thilo изд. его «Vorlesungen über die christliche Glaubenslehre» (Галле, 1827).